# 王懿律
王懿律（1994年11月8日—），浙江秀洲人，中国男子羽毛球运动员。

## 簡歷
2003年，王懿律從友谊小学输送至浙江省体育职业技术学院接受训练，曾在2011年贏得全国青少年羽毛球比赛甲组男子双打冠军和团体冠军，又在翌年的全国青年羽毛球锦标赛中，贏得双打、团体两项冠军。
2012年6月，王懿律代表国家队參加南韓金泉市舉行的亞洲青年羽毛球錦標賽，與黄东萍合作贏得混合雙打比賽亞軍。同年10月，他又參加日本千葉縣舉行的世界青年羽毛球錦標賽，奪得了團體賽冠軍，以及男雙和混雙的季軍。
2015年7月，王懿律代表中国（中国地质大学）出戰韓國光州市舉行的世界大學生運動會羽毛球比賽，贏得混合團體及男子雙打銀牌。
2022年5月3日被授予中国青年五四奖章。
2023年6月，王懿律受傷病困擾而从職業賽場引退。

## 主要比賽成績
只列出曾進入準決賽的國際賽事成績：
| 年份   | 賽事                     | 公開賽級別 | 項目     | 搭檔   | 成績              |
| ------ | ------------------------ | ---------- | -------- | ------ | ----------------- |
| 2012年 | 亞洲青年羽毛球錦標賽     | 其他       | 混合團體 | －     | 銀牌              |
| 2012年 | 亞洲青年羽毛球錦標賽     | 其他       | 混合雙打 | 黄东萍 | 銀牌              |
| 2012年 | 世界青年羽毛球錦標賽     | 其他       | 混合團體 | －     | 冠軍              |
| 2012年 | 世界青年羽毛球錦標賽     | 其他       | 男子雙打 | 刘雨辰 | 銅牌              |
| 2012年 | 世界青年羽毛球錦標賽     | 其他       | 混合雙打 | 黄雅琼 | 銅牌              |
| 2013年 | 美國羽毛球黃金大獎賽     | 黃金大獎賽 | 混合雙打 | 黄雅琼 | 亞軍              |
| 2013年 | 加拿大羽毛球大獎賽       | 大獎賽     | 男子雙打 | 张宁一 | 準決賽            |
| 2014年 | 印度羽毛球黃金大獎賽     | 黃金大獎賽 | 混合雙打 | 黄雅琼 | 冠軍              |
| 2014年 | 中國羽毛球國際挑戰賽     | 國際挑戰賽 | 男子雙打 | 张稳   | 冠軍              |
| 2014年 | 中國羽毛球國際挑戰賽     | 國際挑戰賽 | 混合雙打 | 区冬妮 | 冠軍              |
| 2014年 | 中國羽毛球大師賽         | 黃金大獎賽 | 男子雙打 | 张稳   | 亞軍              |
| 2014年 | 中國羽毛球大師賽         | 黃金大獎賽 | 混合雙打 | 夏欢   | 亞軍              |
| 2014年 | 碧特博格羽毛球黃金大獎賽 | 黃金大獎賽 | 男子雙打 | 张稳   | 冠軍              |
| 2015年 | 中國羽毛球國際挑戰賽     | 國際挑戰賽 | 男子雙打 | 张稳   | 冠軍              |
| 2015年 | 中國羽毛球大師賽         | 黃金大獎賽 | 男子雙打 | 张稳   | 亞軍              |
| 2015年 | 中國羽毛球大師賽         | 黃金大獎賽 | 混合雙打 | 唐渊渟 | 準決賽            |
| 2015年 | 世界大學運動會羽毛球比賽 | 其他       | 混合團體 | －     | 銀牌 （取消資格） |
| 2015年 | 世界大學運動會羽毛球比賽 | 其他       | 男子雙打 | 张稳   | 銀牌              |
| 2015年 | 巴西羽毛球大獎賽         | 大獎賽     | 男子雙打 | 张稳   | 亞軍              |
| 2016年 | 中國羽毛球國際挑戰賽     | 國際挑戰賽 | 男子雙打 | 张稳   | 冠軍              |
| 2016年 | 瑞士羽毛球黃金大獎賽     | 黃金大獎賽 | 混合雙打 | 陈清晨 | 冠軍              |
| 2016年 | 新加坡羽毛球超級賽       | 超級賽     | 混合雙打 | 陈清晨 | 準決賽            |
| 2016年 | 韓國羽毛球超級賽         | 超級賽     | 男子雙打 | 黃凯祥 | 準決賽            |
| 2017年 | 泰國羽毛球大師賽         | 黃金大獎賽 | 男子雙打 | 黃凯祥 | 冠軍              |
| 2017年 | 中國羽毛球大師賽         | 黃金大獎賽 | 混合雙打 | 黄东萍 | 冠軍              |
| 2017年 | 亞洲羽毛球錦標賽         | 其他       | 男子雙打 | 黃凯祥 | 銀牌              |
| 2017年 | 亞洲羽毛球錦標賽         | 其他       | 混合雙打 | 黃東萍 | 銅牌              |
| 2017年 | 澳洲羽毛球超級賽         | 超級賽     | 混合雙打 | 黄东萍 | 準決賽            |
| 2017年 | 韓國羽毛球超級賽         | 超級賽     | 混合雙打 | 黄东萍 | 亞軍              |
| 2017年 | 日本羽毛球超級賽         | 超級賽     | 混合雙打 | 黄东萍 | 冠軍              |
| 2017年 | 中國羽毛球首要超級賽     | 首要超級賽 | 混合雙打 | 黄东萍 | 準決賽            |
| 2017年 | 香港羽毛球超級賽         | 超級賽     | 混合雙打 | 黄东萍 | 準決賽            |
| 2017年 | 世界羽聯超級系列賽總決賽 | 首要超級賽 | 混合雙打 | 黄东萍 | 準決賽            |
| 2018年 | 亞洲羽毛球錦標賽         | 其他       | 男子雙打 | 黄凯祥 | 銅牌              |
| 2018年 | 亞洲羽毛球錦標賽         | 其他       | 混合雙打 | 黄东萍 | 金牌              |
| 2018年 | 湯姆斯盃                 | 其他       | 男子團體 | －     | 金牌              |
| 2018年 | 馬來西亞羽球公開賽       | 超級750賽  | 混合雙打 | 黃東萍 | 亞軍              |
| 2018年 | 世界羽毛球錦標賽         | 其他       | 混合雙打 | 黃東萍 | 銀牌              |
| 2018年 | 亞洲運動會羽毛球比賽     | 其他       | 男子團體 | －     | 金牌              |
| 2018年 | 亞洲運動會羽毛球比賽     | 其他       | 混合雙打 | 黃東萍 | 銅牌              |
| 2018年 | 日本羽球公開賽           | 超級750賽  | 混合雙打 | 黃東萍 | 亞軍              |
| 2018年 | 中國羽毛球公開賽         | 超級1000賽 | 混合雙打 | 黃東萍 | 準決賽            |
| 2018年 | 中國福州羽毛球公開賽     | 超級750賽  | 混合雙打 | 黃東萍 | 亞軍              |
| 2018年 | 香港羽毛球公開賽         | 超級500賽  | 混合雙打 | 黃東萍 | 亞軍              |
| 2018年 | 世界羽聯世界巡迴賽總決賽 | 總決賽     | 混合雙打 | 黃東萍 | 冠軍              |
| 2019年 | 印度羽毛球公開賽         | 超級500賽  | 混合雙打 | 黃東萍 | 冠軍              |
| 2019年 | 馬來西亞羽毛球公開賽     | 超級750賽  | 混合雙打 | 黃東萍 | 亞軍              |
| 2019年 | 亞洲羽毛球錦標賽         | 其他       | 混合雙打 | 黃東萍 | 金牌              |
| 2019年 | 蘇迪曼盃                 | 其他       | 混合團體 | －     | 金牌              |
| 2019年 | 澳洲羽毛球公開賽         | 超級300賽  | 混合雙打 | 黃東萍 | 冠軍              |
| 2019年 | 印尼羽毛球公開賽         | 超級1000賽 | 混合雙打 | 黃東萍 | 亞軍              |
| 2019年 | 日本羽毛球公開賽         | 超級750賽  | 混合雙打 | 黃東萍 | 冠軍              |
| 2019年 | 泰國羽毛球公開賽         | 超級500賽  | 混合雙打 | 黃東萍 | 冠軍              |
| 2019年 | 世界羽毛球錦標賽         | 其他       | 混合雙打 | 黃東萍 | 銅牌              |
| 2019年 | 中國羽毛球公開賽         | 超級1000賽 | 混合雙打 | 黃東萍 | 亞軍              |
| 2019年 | 丹麥羽毛球公開賽         | 超級750賽  | 混合雙打 | 黃東萍 | 亞軍              |
| 2019年 | 中國福州羽毛球公開賽     | 超級750賽  | 混合雙打 | 黃東萍 | 冠軍              |
| 2019年 | 世界羽聯世界巡迴賽總決賽 | 總決賽     | 混合雙打 | 黃東萍 | 亞軍              |
| 2020年 | 马来西亚羽毛球大师赛     | 超級500賽  | 混合雙打 | 黃東萍 | 亞軍              |
| 2020年 | 印尼羽毛球大師賽         | 超級500賽  | 混合雙打 | 黃東萍 | 亞軍              |
| 2021年 | 奧林匹克運動會羽毛球比賽 | 其他       | 混合雙打 | 黃東萍 | 金牌              |
| 2021年 | 蘇迪曼盃                 | 其他       | 混合團體 | －     | 金牌              |
| 2021年 | 湯姆斯杯                 | 其他       | 男子團體 | －     | 銀牌              |
| 2021年 | 丹麥羽毛球公開賽         | 超級1000賽 | 混合雙打 | 黃東萍 | 準決賽            |
| 2022年 | 全英羽毛球公開賽         | 超級1000賽 | 混合雙打 | 黃東萍 | 亞軍              |
| 2022年 | 韓國羽毛球大師賽         | 超級300賽  | 混合雙打 | 黃東萍 | 冠軍              |
| 2022年 | 亞洲羽毛球錦標賽         | 其他       | 混合雙打 | 黃東萍 | 銀牌              |
| 2022年 | 泰國羽毛球公開賽         | 超級500賽  | 混合雙打 | 黃東萍 | 準決賽            |
| 2022年 | 印尼羽毛球公開賽         | 超級1000賽 | 混合雙打 | 黃東萍 | 準決賽            |
| 2022年 | 馬來西亞羽毛球公開賽     | 超級750賽  | 混合雙打 | 黃東萍 | 準決賽            |
| 2022年 | 新加坡羽毛球公開賽       | 超級500賽  | 混合雙打 | 黃東萍 | 亞軍              |
| 2022年 | 世界羽球錦標賽           | 其他       | 混合雙打 | 黃東萍 | 銅牌              |
| 2022年 | 日本羽毛球公開賽         | 超級750賽  | 混合雙打 | 黃東萍 | 準決賽            |
| 2023年 | 印度羽毛球公開賽         | 超級750賽  | 混合雙打 | 黃東萍 | 亞軍              |

| 2007-2017年 | 首要超級賽 | 超級賽 | 黃金大獎賽 | 大獎賽 | 國際挑戰賽 | 國際系列賽 | 未來系列賽 | 其他 |

| 2018-2026年 | 總決賽 | 超級1000賽 | 超級750賽 | 超級500賽 | 超級300賽 | 超級100賽 | 國際挑戰賽 | 國際系列賽 | 未來系列賽 | 其他 |

### 世界冠軍頭銜
王懿律在羽毛球生涯中共奪得4項羽毛球世界冠軍頭銜。
| 賽事                     | 奪冠次數 | 年份                                  |
| ------------------------ | -------- | ------------------------------------- |
| 湯姆斯盃                 | 1        | 2018年（男子團體）                    |
| 蘇迪曼盃                 | 2        | 2019年（混合團體） 2021年（混合團體） |
| 奧林匹克運動會羽毛球比賽 | 1        | 2020年（混合雙打）                    |
| 總計                     | 4        |                                       |

### 奧運會和世錦賽參賽紀錄
|          | 搭檔   | 2017 | 2018 | 2019 | 2020 | 2021 | 2022 |
| -------- | ------ | ---- | ---- | ---- | ---- | ---- | ---- |
| 男子雙打 | 黄凯祥 | 16強 | －   | －   | －   | －   | －   |
|          |        |      |      |      |      |      |      |
| 混合雙打 | 黄东萍 | 8強  | 銀牌 | 銅牌 | 金牌 | －   | 銅牌 |

## 備註
1. ↑  2015年11月，中國隊成員于小含在大运会上進行的兴奋剂A瓶尿检結果呈阳性，违禁药品为西布曲明，其所奪的两枚银牌被取消[6]。

## 外部連結
- 王懿律的新浪微博